# 오쿠보 다다요
오쿠보 다다요(일본어: 大久保忠世 오오쿠보 타다요[*], 1532년 ~ 1594년 10월 28일)는 센고쿠 시대부터 아즈치모모야마 시대까지 활약한 무장이다. 미카와 누카타군 가미와다(三河 額田郡 上和田, 현재 아이치현 오카자키시)의 오쿠보 씨(大久保氏)의 지류인 오쿠보 다다카즈(大久保忠員)의 장남이다.
도쿠가와 이에야스(徳川家康)의 가신으로 가니에 칠본창(蟹江七本槍)과 도쿠가와 십육신장(徳川十六神将)의 1명으로 꼽힌다.
| 전임 오쿠보 다다카즈 | 제3대 오쿠보 종가 당주 | 후임 오쿠보 다다치카 |